# Хилман (город, Миннесота)
Хилман (англ. Hillman) — город в округе Моррисон, штат Миннесота, США. На площади 1,4 км² (1,4 км² — суша, водоёмов нет), согласно переписи 2002 года, проживают 29 человек. Плотность населения составляет 20,8 чел./км².
- Телефонный код города — 320
- Почтовый индекс — 56338
- FIPS-код города — 27-29150[1]
- GNIS-идентификатор — 0644993[2]